# Óxido de tributilestaño

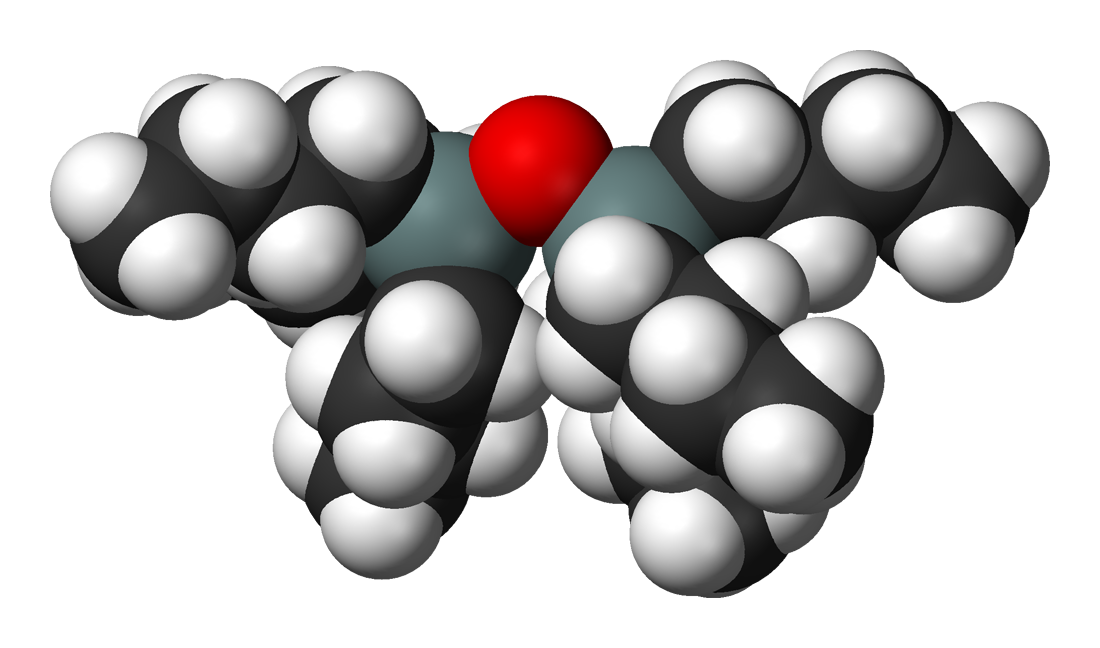
Estructura 3D del óxido de tributilestaño

El tributilestaño y sus compuestos son sustancias manufacturadas. Se usan como conservantes de la mstructura 3D adera, como biocidas y pesticidas (algicida, fungicida, insecticida y acaricida) con un amplio espectro de acción, y también en pinturas antiincrustrantes aplicadas en cascos de buques, puertos, etc. Algunos de estos compuestos de organoestaño pueden resultar tóxicos para el medio ambiente, especialmente para moluscos y peces. También es tóxico para los seres humanos.[cita requerida]
Puede descomponerse en el agua por el efecto de la luz (fotólisis) y los microorganismos (biodegradación) y convertirse en di- y monobutilestaño de menor toxicidad. Su vida media varía desde unos cuantos días hasta varias semanas, aunque la descomposición es más lenta cuando el TBT se ha acumulado en los sedimentos; si falta el oxígeno por completo, la vida del tributilestaño puede alcanzar varios años. Por tanto, en las aguas cuyos fondos están muy sedimentados, como es el caso de los puertos y estuarios, existe el riesgo de que la contaminación por TBT dure varios años.[cita requerida]

## Propiedades físicas
En general, son incoloros, o con un color amarillento leve, y tienen un suave olor desagradable. Son poco solubles en agua, aunque pueden serlo en agua caliente.[cita requerida]
Los derivados del óxido de tributilestaño (TBTO) son: el benzoato de tributilestaño, el cloruro de tributilestaño, el fluoruro de tributilestaño, el linoleato de tributilestaño, el metacrilato de tributilestaño, el naftenato de tributilestaño. Son plaguicidas prohibidos, especialmente en las formulaciones de pintura antiincrustaciones, en varios países signatarios del Convenio de Róterdam como, por ejemplo, en Canadá, por ser dañinos para el medio ambiente.[cita requerida]

## Uso del TBT como antiincrustrante
El óxido de TBT fue incorporado como agente antiincrustante en pinturas aplicadas en muelles, en el casco de los barcos, en las langosteras, en las redes de pesca, etc, para prevenir la acumulación de organismos marinos viscosos, como las larvas de percebes. El TBT se incorporó en los recubrimientos poliméricos para cascos de barcos, formando una fina capa de compuesto alrededor del barco. Desgraciadamente, algunos compuestos del TBT se lixivían a las aguas superficiales que están en contacto con el recubrimiento o pintura, en particular en los puertos donde los barcos están amarrados, con lo que entran en la cadena trófica por medio de los microorganismos que viven cerca de la superficie. En particular, se demostró que el TBT causa deformaciones en las conchas de las ostras, y cambios de sexo (imposexo) en los buccinos, y afecta a la respuesta inmunitaria, neurotoxicología y genética de otras especies marinas.[cita requerida]
Por esto, la Organización Marítima Internacional (OMI) creó, en 1995, un grupo de trabajo para estudiar los efectos perjudiciales de las pinturas antiincrustrantes. Este grupo acuerda el proyecto de reglamentación obligatoria para prohibir el uso de compuestos de organoestaño en los sistemas antiincrustantes, estableciendo plazos para su progresiva eliminación. En concreto, 2003 fue la fecha propuesta para la prohibición del uso de compuestos organoestánnicos como biocidas en los sistemas antiincrustantes, y 2008 la fecha propuesta para la prohibición completa del uso de compuestos organoestánnicos como biocidas en los sistemas antiincrustantes.[cita requerida]

## Uso o usos que siguen autorizados
Están registradas las formulaciones para el control de plagas en las categorías:
- conservante de materiales
- conservante de maderas
- antimoho

## Resumen de la medida de prohibición
El uso de pinturas anti incrustaciones al TBT representa un riesgo inaceptable para el medio ambiente marino. Los productos alternativos actualmente registrados ofrecen un adecuado periodo de control de los organismos incrustantes que cumplen con las necesidades de los usuarios.[cita requerida]
Como resultado de la revisión, los registros de todos los tri-N-butil estaño en los que están basadas todas las pinturas TBT anti incrustaciones y sus asociados concentrados e ingredientes activos registrados, fueron eliminados gradualmente durante el 2002. Quien registró ha accedido a retirar del mercado todos los productos no vendidos, para asegurar que no quede ningún producto en el mercado después del 1 de enero de 2003, en Canadá.[cita requerida]

## Peligros y riesgos conocidos respecto al medio ambiente
El TBT es exclusivamente un producto químico antropogénico. Una revisión detallada, efectuada por Medio Ambiente Canadá, concluyó que el TBT es extremadamente tóxico para los organismos acuáticos, y es suficientemente persistente y bioacumulativo para garantizar la virtual eliminación del medio ambiente.[cita requerida]
Utilizando el efecto del imposex en los moluscos para monitorear la recuperación de la contaminación por TBT, los estudios indicaron que el control reglamentario de las pinturas antiincrustaciones al TBT antes del 1999 no había eliminado el problema.[cita requerida]
Se determinó que el uso continuado de pinturas anti incrustaciones al TBT pone un riesgo inaceptable para las aguas, basándose en la toxicidad para los organismos acuáticos a quien no estaba dirigida, en la persistencia en el medio ambiente y la bioacumulación en los organismos acuáticos.[cita requerida]
A causa de la larga persistencia del TBT en el sedimento, las concentraciones de TBT en los sedimentos marinos de algunos lugares pueden exceder los umbrales de toxicidad crónicos en los años venideros.[cita requerida]

## Efectos sobre la salud
La toxicidad oral del tributilestaño es aguda de moderada a elevada, su toxicidad cutánea es baja y son muy peligrosos como aerosol inhalado pues pueden producir irritación y edema pulmonar. Son muy irritantes para la piel, y extremadamente irritantes para los ojos.[cita requerida]